# Sergei Iossifowitsch Jutkewitsch

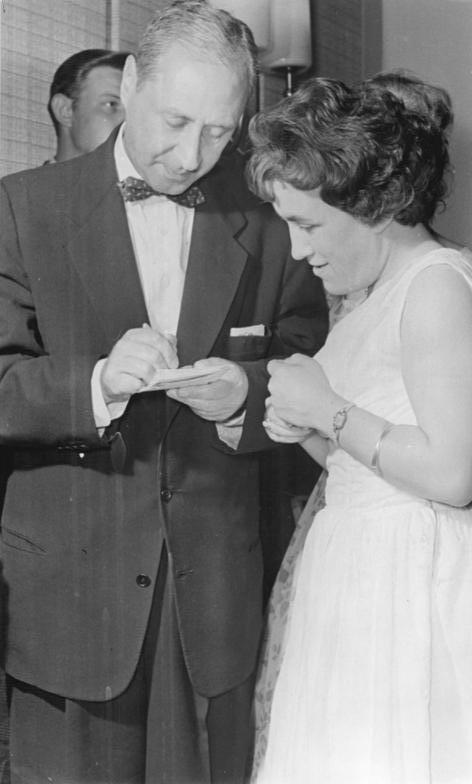
Sergei Iossifowitsch Jutkewitsch verteilt Autogramme

Sergei Iossifowitsch Jutkewitsch (russisch Сергей Иосифович Юткевич; * 15. Dezemberjul. / 28. Dezember 1904greg. in Sankt Petersburg, Russisches Kaiserreich; † 23. April 1985 in Moskau, Sowjetunion) war ein sowjetischer Filmregisseur.

## Leben
Sergei Jutkewitsch war karäischer Abstammung. Er drehte bereits im Jugendalter erste Filme. Im Alter von 15 Jahren entstand 1919 zusammen mit Grigori Kosinzew das Puppenspiel Das Märchen vom Popen und seinem Knecht Balda, bei dem Jutkewitsch Regie führte und für das er die Puppen anfertigte. In den 1920er-Jahren war er zunächst als bildender Künstler aktiv und betätigte sich als Szenograf sowie an der Seite von Sergej Eisenstein auch als Kostümbildner und Bühnenbildner.
Als Regisseur machte er zuerst mit dem Stummfilm Spitzen auf sich aufmerksam. Im Jahr 1956 besetzte er seinen Regie-Kollegen Sergei Bondartschuk als Othello. Für diesen Film erhielt Jutkewitsch den Prix International für die beste Regie bei den Filmfestspielen in Cannes 1956. Bei den Internationalen Filmfestspielen von Cannes 1966 konnte er mit Lenin in Polen diesen Erfolg wiederholen. Er schuf eine Reihe von Filmen über Lenin und gewann für seine späteren Arbeiten internationale Stars wie Marina Vlady für Sujet für eine Kurzgeschichte und Claude Jade für Lenin in Paris. Für letzteren erhielt er 1981 den Spezialpreis in Venedig. Jutkewitsch war Mentor zahlreicher später erfolgreichen Regisseure, darunter Tengis Abuladse und Grigori Tschuchrai.
Bemerkenswert ist auch seine Arbeit als Filmtheoretiker, so schrieb er das Sachbuch Kontrapunkt der Regie.

## Filmografie (Auswahl)
- 1928: Spitzen (Кружева)
- 1929: Das schwarze Segel (Чёрный парус)
- 1931: Goldene Berge (Златые горы)
- 1932: Der Gegenplan / Schande (Встречный) – Ko-Regie mit Friedrich Ermler
- 1934: Ankara – Herz der Türkei (Анкара — сердце Турции) – Dokumentarfilm, mit Leo Arnstam
- 1937: Bergarbeiter (Шахтёры)
- 1938: Der Mann mit dem Gewehr (Человек с ружьём)
- 1940: Der erste Präsident (Яков Свердлов)
- 1943: Die neuen Abenteuer Schwejks (Новые похождения Швейка)
- 1944: Die Befreiung Frankreichs (Освобождённая Франция) – Dokumentarfilm
- 1945: Sei gegrüßt, Moskau (Здравствуй, Москва!)
- 1948: Und wieder zusammen / Drei Begegnungen (Три встречи) – Ko-Regie mit Alexander Ptuschko und Wsewolod Pudowkin
- 1951: Prschewalski (Пржевальский)
- 1953: Skanderbeg – Ritter der Berge (Великий воин Албании Скандербег)
- 1955: Othello / Der Mohr von Venedig (Отелло)
- 1957: Erzählungen über Lenin (Рассказы о Ленине)
- 1960: Begegnung mit Frankreich (Встреча с Францией) – Dokumentarfilm
- 1962: Das Schwitzbad (Баня) – Trickfilm, Ko-Regie mit Anatoli Karanowitsch
- 1966: Lenin in Polen (Ленин в Польше)
- 1969: Sujet für eine Kurzgeschichte (Сюжет для небольшого рассказа)
- 1969: Die Farbe des Granatapfels (Саят-Нова) – Editor
- 1975: Majakowski lacht (Маяковский смеётся, или Клоп-75) – Trickfilm, Ko-Regie mit Anatoli Karanowitsch
- 1981: Lenin in Paris (Ленин в Париже)